# Эбралидзе, Арчил Силованович
Арчил Силованович Эбралидзе (груз. არჩილ სილოვანის ძე ებრალიძე; 3 апреля 1908, Поти — 15 августа 1960, Тбилиси) — советский шахматист, мастер спорта СССР (1941).

## Биография
В 1924—1926 гг. учился на факультете скульптуры Тбилисской государственной академии художеств. В 1935 г. окончил Тбилисский политехнический институт по специальности инженер-гидротехник.
Чемпион Грузинской ССР 1938, 1939, 1941, 1946 гг. Неоднократный чемпион Тбилиси.
Участник 10-го чемпионата СССР.
С конца 1941 г. работал тренером в Тбилисском Дворце пионеров. Самые известные ученики — 9-й чемпион мира Т. В. Петросян и мастер спорта А. Н. Буслаев. По воспоминаниям Петросяна, «Эбралидзе был поклонником позиционной игры, верил в незыблемость основных стратегических канонов… В спорах с другими мастерами он с горячностью обрушивался на позицию того из соперников, который нарушал основные принципы шахматной стратегии, подчас на его лице появлялось брезгливое выражение, если он видел явную „антипозиционщину“».
Перевёл на грузинский язык шахматные учебники Эм. Ласкера, Х. Р. Капабланки, М. Эйве.

## Примечательная партия
|   | a | b | c | d | e | f | g | h |   |
| - | --- | --- | --- | --- | --- | --- | --- | --- | - |
| 8 | d8 белая ладья · f8 чёрный слон · a7 чёрная пешка · f7 чёрный король · h7 чёрная пешка · g6 чёрная пешка · c4 чёрная ладья · d4 белый конь · b3 белая пешка · a2 белая пешка · h2 белый король | d8 белая ладья · f8 чёрный слон · a7 чёрная пешка · f7 чёрный король · h7 чёрная пешка · g6 чёрная пешка · c4 чёрная ладья · d4 белый конь · b3 белая пешка · a2 белая пешка · h2 белый король | d8 белая ладья · f8 чёрный слон · a7 чёрная пешка · f7 чёрный король · h7 чёрная пешка · g6 чёрная пешка · c4 чёрная ладья · d4 белый конь · b3 белая пешка · a2 белая пешка · h2 белый король | d8 белая ладья · f8 чёрный слон · a7 чёрная пешка · f7 чёрный король · h7 чёрная пешка · g6 чёрная пешка · c4 чёрная ладья · d4 белый конь · b3 белая пешка · a2 белая пешка · h2 белый король | d8 белая ладья · f8 чёрный слон · a7 чёрная пешка · f7 чёрный король · h7 чёрная пешка · g6 чёрная пешка · c4 чёрная ладья · d4 белый конь · b3 белая пешка · a2 белая пешка · h2 белый король | d8 белая ладья · f8 чёрный слон · a7 чёрная пешка · f7 чёрный король · h7 чёрная пешка · g6 чёрная пешка · c4 чёрная ладья · d4 белый конь · b3 белая пешка · a2 белая пешка · h2 белый король | d8 белая ладья · f8 чёрный слон · a7 чёрная пешка · f7 чёрный король · h7 чёрная пешка · g6 чёрная пешка · c4 чёрная ладья · d4 белый конь · b3 белая пешка · a2 белая пешка · h2 белый король | d8 белая ладья · f8 чёрный слон · a7 чёрная пешка · f7 чёрный король · h7 чёрная пешка · g6 чёрная пешка · c4 чёрная ладья · d4 белый конь · b3 белая пешка · a2 белая пешка · h2 белый король | 8 |
| 7 | d8 белая ладья · f8 чёрный слон · a7 чёрная пешка · f7 чёрный король · h7 чёрная пешка · g6 чёрная пешка · c4 чёрная ладья · d4 белый конь · b3 белая пешка · a2 белая пешка · h2 белый король | d8 белая ладья · f8 чёрный слон · a7 чёрная пешка · f7 чёрный король · h7 чёрная пешка · g6 чёрная пешка · c4 чёрная ладья · d4 белый конь · b3 белая пешка · a2 белая пешка · h2 белый король | d8 белая ладья · f8 чёрный слон · a7 чёрная пешка · f7 чёрный король · h7 чёрная пешка · g6 чёрная пешка · c4 чёрная ладья · d4 белый конь · b3 белая пешка · a2 белая пешка · h2 белый король | d8 белая ладья · f8 чёрный слон · a7 чёрная пешка · f7 чёрный король · h7 чёрная пешка · g6 чёрная пешка · c4 чёрная ладья · d4 белый конь · b3 белая пешка · a2 белая пешка · h2 белый король | d8 белая ладья · f8 чёрный слон · a7 чёрная пешка · f7 чёрный король · h7 чёрная пешка · g6 чёрная пешка · c4 чёрная ладья · d4 белый конь · b3 белая пешка · a2 белая пешка · h2 белый король | d8 белая ладья · f8 чёрный слон · a7 чёрная пешка · f7 чёрный король · h7 чёрная пешка · g6 чёрная пешка · c4 чёрная ладья · d4 белый конь · b3 белая пешка · a2 белая пешка · h2 белый король | d8 белая ладья · f8 чёрный слон · a7 чёрная пешка · f7 чёрный король · h7 чёрная пешка · g6 чёрная пешка · c4 чёрная ладья · d4 белый конь · b3 белая пешка · a2 белая пешка · h2 белый король | d8 белая ладья · f8 чёрный слон · a7 чёрная пешка · f7 чёрный король · h7 чёрная пешка · g6 чёрная пешка · c4 чёрная ладья · d4 белый конь · b3 белая пешка · a2 белая пешка · h2 белый король | 7 |
| 6 | d8 белая ладья · f8 чёрный слон · a7 чёрная пешка · f7 чёрный король · h7 чёрная пешка · g6 чёрная пешка · c4 чёрная ладья · d4 белый конь · b3 белая пешка · a2 белая пешка · h2 белый король | d8 белая ладья · f8 чёрный слон · a7 чёрная пешка · f7 чёрный король · h7 чёрная пешка · g6 чёрная пешка · c4 чёрная ладья · d4 белый конь · b3 белая пешка · a2 белая пешка · h2 белый король | d8 белая ладья · f8 чёрный слон · a7 чёрная пешка · f7 чёрный король · h7 чёрная пешка · g6 чёрная пешка · c4 чёрная ладья · d4 белый конь · b3 белая пешка · a2 белая пешка · h2 белый король | d8 белая ладья · f8 чёрный слон · a7 чёрная пешка · f7 чёрный король · h7 чёрная пешка · g6 чёрная пешка · c4 чёрная ладья · d4 белый конь · b3 белая пешка · a2 белая пешка · h2 белый король | d8 белая ладья · f8 чёрный слон · a7 чёрная пешка · f7 чёрный король · h7 чёрная пешка · g6 чёрная пешка · c4 чёрная ладья · d4 белый конь · b3 белая пешка · a2 белая пешка · h2 белый король | d8 белая ладья · f8 чёрный слон · a7 чёрная пешка · f7 чёрный король · h7 чёрная пешка · g6 чёрная пешка · c4 чёрная ладья · d4 белый конь · b3 белая пешка · a2 белая пешка · h2 белый король | d8 белая ладья · f8 чёрный слон · a7 чёрная пешка · f7 чёрный король · h7 чёрная пешка · g6 чёрная пешка · c4 чёрная ладья · d4 белый конь · b3 белая пешка · a2 белая пешка · h2 белый король | d8 белая ладья · f8 чёрный слон · a7 чёрная пешка · f7 чёрный король · h7 чёрная пешка · g6 чёрная пешка · c4 чёрная ладья · d4 белый конь · b3 белая пешка · a2 белая пешка · h2 белый король | 6 |
| 5 | d8 белая ладья · f8 чёрный слон · a7 чёрная пешка · f7 чёрный король · h7 чёрная пешка · g6 чёрная пешка · c4 чёрная ладья · d4 белый конь · b3 белая пешка · a2 белая пешка · h2 белый король | d8 белая ладья · f8 чёрный слон · a7 чёрная пешка · f7 чёрный король · h7 чёрная пешка · g6 чёрная пешка · c4 чёрная ладья · d4 белый конь · b3 белая пешка · a2 белая пешка · h2 белый король | d8 белая ладья · f8 чёрный слон · a7 чёрная пешка · f7 чёрный король · h7 чёрная пешка · g6 чёрная пешка · c4 чёрная ладья · d4 белый конь · b3 белая пешка · a2 белая пешка · h2 белый король | d8 белая ладья · f8 чёрный слон · a7 чёрная пешка · f7 чёрный король · h7 чёрная пешка · g6 чёрная пешка · c4 чёрная ладья · d4 белый конь · b3 белая пешка · a2 белая пешка · h2 белый король | d8 белая ладья · f8 чёрный слон · a7 чёрная пешка · f7 чёрный король · h7 чёрная пешка · g6 чёрная пешка · c4 чёрная ладья · d4 белый конь · b3 белая пешка · a2 белая пешка · h2 белый король | d8 белая ладья · f8 чёрный слон · a7 чёрная пешка · f7 чёрный король · h7 чёрная пешка · g6 чёрная пешка · c4 чёрная ладья · d4 белый конь · b3 белая пешка · a2 белая пешка · h2 белый король | d8 белая ладья · f8 чёрный слон · a7 чёрная пешка · f7 чёрный король · h7 чёрная пешка · g6 чёрная пешка · c4 чёрная ладья · d4 белый конь · b3 белая пешка · a2 белая пешка · h2 белый король | d8 белая ладья · f8 чёрный слон · a7 чёрная пешка · f7 чёрный король · h7 чёрная пешка · g6 чёрная пешка · c4 чёрная ладья · d4 белый конь · b3 белая пешка · a2 белая пешка · h2 белый король | 5 |
| 4 | d8 белая ладья · f8 чёрный слон · a7 чёрная пешка · f7 чёрный король · h7 чёрная пешка · g6 чёрная пешка · c4 чёрная ладья · d4 белый конь · b3 белая пешка · a2 белая пешка · h2 белый король | d8 белая ладья · f8 чёрный слон · a7 чёрная пешка · f7 чёрный король · h7 чёрная пешка · g6 чёрная пешка · c4 чёрная ладья · d4 белый конь · b3 белая пешка · a2 белая пешка · h2 белый король | d8 белая ладья · f8 чёрный слон · a7 чёрная пешка · f7 чёрный король · h7 чёрная пешка · g6 чёрная пешка · c4 чёрная ладья · d4 белый конь · b3 белая пешка · a2 белая пешка · h2 белый король | d8 белая ладья · f8 чёрный слон · a7 чёрная пешка · f7 чёрный король · h7 чёрная пешка · g6 чёрная пешка · c4 чёрная ладья · d4 белый конь · b3 белая пешка · a2 белая пешка · h2 белый король | d8 белая ладья · f8 чёрный слон · a7 чёрная пешка · f7 чёрный король · h7 чёрная пешка · g6 чёрная пешка · c4 чёрная ладья · d4 белый конь · b3 белая пешка · a2 белая пешка · h2 белый король | d8 белая ладья · f8 чёрный слон · a7 чёрная пешка · f7 чёрный король · h7 чёрная пешка · g6 чёрная пешка · c4 чёрная ладья · d4 белый конь · b3 белая пешка · a2 белая пешка · h2 белый король | d8 белая ладья · f8 чёрный слон · a7 чёрная пешка · f7 чёрный король · h7 чёрная пешка · g6 чёрная пешка · c4 чёрная ладья · d4 белый конь · b3 белая пешка · a2 белая пешка · h2 белый король | d8 белая ладья · f8 чёрный слон · a7 чёрная пешка · f7 чёрный король · h7 чёрная пешка · g6 чёрная пешка · c4 чёрная ладья · d4 белый конь · b3 белая пешка · a2 белая пешка · h2 белый король | 4 |
| 3 | d8 белая ладья · f8 чёрный слон · a7 чёрная пешка · f7 чёрный король · h7 чёрная пешка · g6 чёрная пешка · c4 чёрная ладья · d4 белый конь · b3 белая пешка · a2 белая пешка · h2 белый король | d8 белая ладья · f8 чёрный слон · a7 чёрная пешка · f7 чёрный король · h7 чёрная пешка · g6 чёрная пешка · c4 чёрная ладья · d4 белый конь · b3 белая пешка · a2 белая пешка · h2 белый король | d8 белая ладья · f8 чёрный слон · a7 чёрная пешка · f7 чёрный король · h7 чёрная пешка · g6 чёрная пешка · c4 чёрная ладья · d4 белый конь · b3 белая пешка · a2 белая пешка · h2 белый король | d8 белая ладья · f8 чёрный слон · a7 чёрная пешка · f7 чёрный король · h7 чёрная пешка · g6 чёрная пешка · c4 чёрная ладья · d4 белый конь · b3 белая пешка · a2 белая пешка · h2 белый король | d8 белая ладья · f8 чёрный слон · a7 чёрная пешка · f7 чёрный король · h7 чёрная пешка · g6 чёрная пешка · c4 чёрная ладья · d4 белый конь · b3 белая пешка · a2 белая пешка · h2 белый король | d8 белая ладья · f8 чёрный слон · a7 чёрная пешка · f7 чёрный король · h7 чёрная пешка · g6 чёрная пешка · c4 чёрная ладья · d4 белый конь · b3 белая пешка · a2 белая пешка · h2 белый король | d8 белая ладья · f8 чёрный слон · a7 чёрная пешка · f7 чёрный король · h7 чёрная пешка · g6 чёрная пешка · c4 чёрная ладья · d4 белый конь · b3 белая пешка · a2 белая пешка · h2 белый король | d8 белая ладья · f8 чёрный слон · a7 чёрная пешка · f7 чёрный король · h7 чёрная пешка · g6 чёрная пешка · c4 чёрная ладья · d4 белый конь · b3 белая пешка · a2 белая пешка · h2 белый король | 3 |
| 2 | d8 белая ладья · f8 чёрный слон · a7 чёрная пешка · f7 чёрный король · h7 чёрная пешка · g6 чёрная пешка · c4 чёрная ладья · d4 белый конь · b3 белая пешка · a2 белая пешка · h2 белый король | d8 белая ладья · f8 чёрный слон · a7 чёрная пешка · f7 чёрный король · h7 чёрная пешка · g6 чёрная пешка · c4 чёрная ладья · d4 белый конь · b3 белая пешка · a2 белая пешка · h2 белый король | d8 белая ладья · f8 чёрный слон · a7 чёрная пешка · f7 чёрный король · h7 чёрная пешка · g6 чёрная пешка · c4 чёрная ладья · d4 белый конь · b3 белая пешка · a2 белая пешка · h2 белый король | d8 белая ладья · f8 чёрный слон · a7 чёрная пешка · f7 чёрный король · h7 чёрная пешка · g6 чёрная пешка · c4 чёрная ладья · d4 белый конь · b3 белая пешка · a2 белая пешка · h2 белый король | d8 белая ладья · f8 чёрный слон · a7 чёрная пешка · f7 чёрный король · h7 чёрная пешка · g6 чёрная пешка · c4 чёрная ладья · d4 белый конь · b3 белая пешка · a2 белая пешка · h2 белый король | d8 белая ладья · f8 чёрный слон · a7 чёрная пешка · f7 чёрный король · h7 чёрная пешка · g6 чёрная пешка · c4 чёрная ладья · d4 белый конь · b3 белая пешка · a2 белая пешка · h2 белый король | d8 белая ладья · f8 чёрный слон · a7 чёрная пешка · f7 чёрный король · h7 чёрная пешка · g6 чёрная пешка · c4 чёрная ладья · d4 белый конь · b3 белая пешка · a2 белая пешка · h2 белый король | d8 белая ладья · f8 чёрный слон · a7 чёрная пешка · f7 чёрный король · h7 чёрная пешка · g6 чёрная пешка · c4 чёрная ладья · d4 белый конь · b3 белая пешка · a2 белая пешка · h2 белый король | 2 |
| 1 | d8 белая ладья · f8 чёрный слон · a7 чёрная пешка · f7 чёрный король · h7 чёрная пешка · g6 чёрная пешка · c4 чёрная ладья · d4 белый конь · b3 белая пешка · a2 белая пешка · h2 белый король | d8 белая ладья · f8 чёрный слон · a7 чёрная пешка · f7 чёрный король · h7 чёрная пешка · g6 чёрная пешка · c4 чёрная ладья · d4 белый конь · b3 белая пешка · a2 белая пешка · h2 белый король | d8 белая ладья · f8 чёрный слон · a7 чёрная пешка · f7 чёрный король · h7 чёрная пешка · g6 чёрная пешка · c4 чёрная ладья · d4 белый конь · b3 белая пешка · a2 белая пешка · h2 белый король | d8 белая ладья · f8 чёрный слон · a7 чёрная пешка · f7 чёрный король · h7 чёрная пешка · g6 чёрная пешка · c4 чёрная ладья · d4 белый конь · b3 белая пешка · a2 белая пешка · h2 белый король | d8 белая ладья · f8 чёрный слон · a7 чёрная пешка · f7 чёрный король · h7 чёрная пешка · g6 чёрная пешка · c4 чёрная ладья · d4 белый конь · b3 белая пешка · a2 белая пешка · h2 белый король | d8 белая ладья · f8 чёрный слон · a7 чёрная пешка · f7 чёрный король · h7 чёрная пешка · g6 чёрная пешка · c4 чёрная ладья · d4 белый конь · b3 белая пешка · a2 белая пешка · h2 белый король | d8 белая ладья · f8 чёрный слон · a7 чёрная пешка · f7 чёрный король · h7 чёрная пешка · g6 чёрная пешка · c4 чёрная ладья · d4 белый конь · b3 белая пешка · a2 белая пешка · h2 белый король | d8 белая ладья · f8 чёрный слон · a7 чёрная пешка · f7 чёрный король · h7 чёрная пешка · g6 чёрная пешка · c4 чёрная ладья · d4 белый конь · b3 белая пешка · a2 белая пешка · h2 белый король | 1 |
|   | a | b | c | d | e | f | g | h |   |

Широкую известность получил инцидент, случившийся во 2-м туре 10-го чемпионата СССР (Тбилиси, 1937 г.). Противником Эбралидзе был один из ведущих шахматистов СССР того времени В. В. Рагозин. Критическая позиция возникла после 39-го хода белых. Вместо того чтобы сыграть 39... Лb4 и пытаться реализовать лишнюю пешку, находившийся в сильном цейтноте Рагозин сыграл 39... Сe7, а на ход белых 40. Лd7 — 40... Лc7?? Очевидно, сначала Рагозин собирался на 41. Л:c7 сыграть 41... Сd6+, но не заметил, что слон связан. То, что случилось дальше, описывает в своих воспоминаниях участник турнира М. М. Юдович. Эбралидзе надолго задумался, а в зале началось волнение, зрители даже начали что-то выкрикивать по-грузински. Затем Эбралидзе сделал ход 41. Лd5??, тут же понял, что случилось, и быстро проиграл партию. Мастер С. В. Белавенец сказал, что во время партии был убежден, что Эбралидзе ошибется: «Рагозин был так спокоен и уверен, что Эбралидзе как-то внутренне дрогнул и, видимо, не поверил своим глазам. Я видел по выражению его лица, что он обеспокоен ходом ладьи на c7, а потому ладью не возьмет». Вечером Рагозин рассказал Юдовичу следующее: «В цейтноте все бывает. Видел, что нельзя поставить ладью на c5 [из-за 40. Л:f8+], а хотелось дать ей активные возможности. Сделал ход и сразу увидел — зевнул ладью. Но взял себя в руки. Чувствую, Эбралидзе на меня внимательно посмотрел. Сохраняю уверенный вид, спокойно смотрю по бланку, сколько ходов осталось [контроль времени на турнире — 3 часа на 48 ходов]. Психология. И эта моя уверенность подействовала».

## Спортивные результаты
| Год  | Город   | Соревнование                     | + | − | =  | Результат | Место |
| ---- | ------- | -------------------------------- | - | - | -- | --------- | ----- |
| 1928 | Тифлис  | Чемпионат Тифлиса                |   |   |    | 6 из 9    | 4     |
|      | Тифлис  | Чемпионат Грузинской ССР         |   |   |    |           | 2     |
| 1931 | Тифлис  | Чемпионат Тифлиса                | 6 | 3 | 2  | 7 из 11   | 3—4   |
|      | Москва  | Полуфинал 7-го чемпионата СССР   |   |   |    |           |       |
| 1933 | Тифлис  | Чемпионат ЗСФСР                  | 5 | 4 | 1  | 5½ из 10  | 5—6   |
| 1934 | Тифлис  | Чемпионат Тифлиса                |   |   |    |           | 1     |
| 1935 | Тбилиси | Чемпионат Тбилиси                |   |   |    |           | 1     |
|      | Эривань | Чемпионат ЗСФСР                  | 8 | 1 | 4  | 10 из 13  | 2     |
| 1937 | Тбилиси | Матч с Г. М. Лисицыным           |   |   |    |           |       |
|      | Тбилиси | 10-й чемпионат СССР              | 0 | 9 | 10 | 5 из 19   | 20    |
|      | Тбилиси | Чемпионат Тбилиси                | 6 | 2 | 5  | 8½ из 13  | 2—3   |
| 1938 | Тбилиси | Чемпионат Грузинской ССР         |   |   |    |           | 1     |
| 1939 | Тбилиси | Чемпионат Грузинской ССР         |   |   |    |           | 1     |
| 1941 | Тбилиси | Чемпионат Грузинской ССР         |   |   |    |           | 1     |
| 1945 | Тбилиси | Чемпионат Тбилиси                |   |   |    | 7 из 11   | 3     |
| 1946 | Тбилиси | Чемпионат Грузинской ССР         |   |   |    |           | 3     |
| 1948 |         | Чемпионат закавказских республик |   |   |    |           | 3     |
| 1949 | Тбилиси | Полуфинал 17-го чемпионата СССР  | 3 | 2 | 11 | 8½ из 16  | 6—10  |
| 1950 | Тарту   | Полуфинал 18-го чемпионата СССР  | 3 | 8 | 5  | 5½ из 16  | 13—14 |
| 1952 | Тбилиси | Чемпионат Грузинской ССР         |   |   |    |           | 2—3   |
| 1955 | Тбилиси | Полуфинал 23-го чемпионата СССР  |   |   |    |           |       |